# اچ‌ام‌اس پترشام (ام۲۷۱۸)
اچ‌ام‌اس پترشام (ام۲۷۱۸) (به انگلیسی: HMS Petersham (M2718)) یک کشتی بود. این کشتی در سال ۱۹۵۵ ساخته شد.